# 岐阜聖徳学園大学短期大学部
岐阜聖徳学園大学短期大学部（ぎふしょうとくがくえんだいがくたんきだいがくぶ、英語: Gifu Shotoku Gakuen Junior College）は、岐阜県岐阜市中鶉1-38に本部を置く日本の私立大学。1966年創立、1966年大学設置。

## 概観

### 大学全体
- 岐阜県岐阜市に所在する日本の私立短期大学で、設置主体は学校法人聖徳学園[1]。
- 1966年に岐阜南女子短期大学として開学。その後は、二度に亙る学名変更を経て、1998年度より共学化された。
- かつては複数の学科を擁していたが、最終的には1学科体制に短縮。
- 2024年度の入学生を最後に[注釈 1]、短期大学としての使命を終えることが決まった。
- なお、千葉県の聖徳大学や聖徳大学短期大学部を運営する学校法人東京聖徳学園とは関係ない。

### 建学の精神（校訓・理念・学是）
- 岐阜聖徳学園大学短期大学部は、聖徳太子の十七条憲法にある「和をもって貴しとなす」の『和』が建学の精神となっている。

### 教育および研究
- 岐阜聖徳学園大学短期大学部には一般教育科目として「宗教学」が全学科・専攻・コースにおいて設置されている。
- 幼児教育学科では、系列の幼稚園での教育実習が行われている。
- オーストラリアでの研修が行われている。

### 学風および特色
- 岐阜聖徳学園大学短期大学部は聖徳太子の仏教思想に基づいた教育が行われている。「報恩講の集い」や「物故者追悼法要」なる宗教行事がある。なお、報恩講は親鸞上人による教えをもとにしたものとなっている。
- 岐阜県の短大では唯一養護教諭を養成する課程が置かれていた。
- 近年では、稀に見る通学課程における勤労学生の姿が見受けられる（三部があるため）。

## 沿革
- 1966年
  - 1月25日 左記を以て文部省[注 4]より短期大学の設置が認可される[注 5]。
  - 4月1日 岐阜南女子短期大学（ぎふみなみじょしたんきだいがく）としてが以下の学科体制にて開学[注 6]。
    - 家政科[注釈 2]
    - 保育科
      - 第一部[注釈 2]
      - 第二部[注釈 2]

  - 5月1日 学生数[8]/定員
    - 家政科 37[注釈 3]/50
    - 保育科 
      - 第一部 28[注釈 3]/50
      - 第二部 ？[注釈 4]/50

  - 9月1日 聖徳学園女子短期大学（しょうとくがくえんじょしたんきだいがく）に改称[9]。
- 1967年
  - 4月1日 家政科第一部の入学定員を50→100に増員し、なおかつ以下の課程を設ける[注 7]。
    - 家政専攻 入学定員50名
    - 食物栄養専攻 入学定員50名

  - 5月1日 学生数[12]/定員
    - 家政科 130[注釈 3]/150
    - 保育科 
      - 第一部 95[注釈 3]/100
      - 第二部 ？[注釈 4]/100
- 1968年
  - 4月1日 以下、増設あり[注 8]。
    - 家政科第三部 入学定員100名[注釈 5]
    - 保育科第三部 入学定員100名[注釈 5]

  - 5月1日 学生数[16]/定員
    - 家政科 
      - 第一部 286[注釈 3]/200
      - 第三部 ？[注釈 6]/100

    - 保育科 
      - 第一部 443[注釈 3]/400[注 9]
      - 第二部 188[注釈 3]/200
- 1969年
  - 4月1日 保育科の入学定員を以下の通り増員する[注 10]。
    - 第一部 50→100
    - 第二部 50→100
    - 第三部 100→200
- 1970年
  - 4月1日 以下、左記における出来事を列挙する[19]。
    - 以下の学科を増設する。
      - 初等教育学科 入学定員50名[注 11]

    - 学科名の変更を行う。
      - 保育科→幼児教育学科
      - 家政科→家政学科[注 12]

  - 5月1日 学生数[22]/定員
    - 家政学科 
      - 第一部 345[注釈 3]/200
      - 第三部 ？[注釈 6]/300

    - 幼児教育学科 
      - 第一部 965[注釈 3]/700[注 13]
      - 第二部 295[注釈 3]/200

    - 初等教育学科 27[注釈 3]/50
- 1971年
  - 4月1日 以下の学科については、この年度で学生募集を最終とする[注 14]。
    - 初等教育学科

  - 5月1日 学生数[25]/定員
    - 家政学科 
      - 第一部 348[注釈 3]/200
      - 第三部 ？[注釈 6]/300

    - 幼児教育学科 
      - 第一部 985[注釈 3]/200[注釈 7]
      - 第二部 309[注釈 3]/200

    - 初等教育学科 65[注釈 3]/100
- 1972年
  - 5月1日 学生数[26]/定員
    - 家政学科 
      - 第一部 276[注釈 3]/200
      - 第三部 ？[注釈 6]/300

    - 幼児教育学科 
      - 第一部 1,112[注釈 3]/800[注釈 7]
      - 第二部 398[注釈 3]/200

    - 初等教育学科 37[注釈 3]/50
- 1973年
  - 5月1日 学生数[27]/定員
    - 家政学科 
      - 第一部 265[注釈 3]/200
      - 第三部 ？[注釈 6]/300

    - 幼児教育学科 
      - 第一部 1,231[注釈 3]/800[注釈 7]
      - 第二部 499[注釈 3]/200

    - 初等教育学科 -[注釈 6]/-
- 1974年
  - 3月31日 以下の学科・専攻については左記をもって正式に廃止とする[28]。
    - 初等教育学科

  - 4月1日 幼児教育学科第三部の入学定員を200→100に減員[注 15]。
- 1975年
  - 5月1日 学生数[31]/定員
    - 家政学科 
      - 第一部 235[注釈 3]/200
      - 第三部 ？[注釈 8]/300

    - 幼児教育学科 
      - 第一部・第三部  1.017[注釈 3]/600[注 16]
      - 第二部 435[注釈 3]/200
- 1978年
  - 4月1日 幼児教育学科第三部の入学定員を100→150に増員[注 17]。
  - 5月1日 学生数[35]/定員
    - 家政学科 
      - 第一部 251[注釈 3]/200
      - 第三部 ？[注釈 6]/200

    - 幼児教育学科 
      - 第一部・第三部 1,091[注釈 3]/550[注 18]
      - 第二部 449[注釈 3]/200
- 1984年
  - 4月1日 学科の入学定員について、以下変更あり[注 19]。
    - 幼児教育学科第一部 50→100
    - 家政学科第三部 100→50

  - 5月1日 学生数[41]/定員
    - 家政学科 
      - 第一部 373[注釈 3]/200
      - 第三部 ？[注釈 8]/250

    - 幼児教育学科 
      - 第一部 675[注釈 3]/150
      - 第二部 58[注釈 3]/200
      - 第三部 ？[注釈 8]/450
- 1985年
  - 5月1日 学生数[42]/定員
    - 家政学科 
      - 第一部 233[注釈 3]/200
      - 第三部 73[注釈 8]/200

    - 幼児教育学科 
      - 第一部 238[注釈 3]/200
      - 第二部 62[注釈 3]/200
      - 第三部 376[注釈 8]/450
- 1986年
  - 4月1日 家政学科家政専攻第一部の入学定員を50→100に増員する[注 20]。
  - 5月1日 学生数[注 21]/定員
    - 家政学科 
      - 第一部 273[注釈 3]/250
      - 第三部 12[注釈 3]//150

    - 幼児教育学科 
      - 第一部 212[注釈 3]/200
      - 第二部 68[注釈 3]/200
      - 第三部 362[注釈 8]/450
- 1987年
  - 5月1日 学生数[48]/定員
    - 家政学科 
      - 第一部 430[注釈 3]/300
      - 第三部 ？[注釈 8]/150

    - 幼児教育学科 
      - 第一部 634[注釈 3]/200
      - 第二部 29[注釈 3]/200
      - 第三部 ？[注釈 8]/450
- 1988年
  - 5月1日 学生数[49]/定員
    - 家政学科 
      - 第一部 445[注釈 3]/300
      - 第三部 102[注釈 8]/150

    - 幼児教育学科 
      - 第一部 288[注釈 3]/200
      - 第二部 ？[注釈 6]/100
      - 第三部 404[注釈 3]//450
- 1989年
  - 3月31日 以下ついては左記をもって正式に廃止とする[注 22]。
    - 幼児教育学科第二部

  - 4月1日 家政学科日おいて入学定員増あり[注 23]。
    - 第一部[注 24]100→150
    - 第三部 50→70

  - 5月1日 学生数[53]/定員
    - 家政学科 
      - 第一部 474[注釈 3]/350
      - 第三部 108[注釈 3]/170

    - 幼児教育学科 
      - 第一部 281[注釈 3]/200
      - 第三部 346[注釈 8]/450
- 1991年
  - 5月1日 学生数[54]/定員
    - 家政学科 
      - 第一部 501[注釈 3]/400
      - 第三部 110[注釈 8]/210

    - 幼児教育学科 
      - 第一部 258[注釈 3]/200
      - 第三部 333[注釈 3]/450
- 1992年
  - 4月1日 以下の学科を増設する[55]。
    - 商経学科 入学定員100名[注 25]

  - 同 一部、入学定員減あり[注 26]。
    - 家政学科第三部 70→50
    - 幼児教育学科第三部 150→120

  - 5月1日 学生数[注 27]/定員
    - 家政学科 
      - 第一部 504[注釈 3]/400
      - 第三部 119[注釈 3]/190

    - 幼児教育学科 
      - 第一部 259[注釈 3]/200
      - 第三部 381[注釈 3]/420

    - 商経学科 132[注釈 3]/100
- 1993年
  - 5月1日 学生数[60]/定員
    - 家政学科 
      - 第一部 628[注釈 3]/400
      - 第三部 133[注釈 8]/170

    - 幼児教育学科 
      - 第一部 655[注釈 3]/200
      - 第三部 393[注釈 3]/390

    - 商経学科 260[注釈 3]/200
- 1997年
  - 4月1日 以下の学科については、この年度で学生募集を最終とする[注 28]。
  - 5月1日 学生数[63]/定員
    - 家政学科 
      - 第一部 348[注釈 3]/400
      - 第三部 45[注釈 3]/150

    - 幼児教育学科 
      - 第一部 256[注釈 3]/200
      - 第三部 255[注釈 3]/360

    - 商経学科 199[注釈 3]/200
- 1998年
  - 4月1日 左記における出来事を以下、列挙する[61]。
    - 聖徳学園女子短期大学→岐阜聖徳学園大学短期大学部[注 29]
    - 学科及び専攻名称の変更あり。
      - 家政学科→生活学科
        - 家政専攻→生活学専攻

    - 入学定員減あり。
      - 生活学科生活専攻 150[注 30]→100
      - 幼児教育学科第三部 120→100

  - 5月1日 学生数[64]/定員
    - 生活学科第一部 170[注 31]/150
      - 家政学科第一部 156[注釈 3]/200
      - 家政学科第三部 23[注釈 3]/50

    - 幼児教育学科 
      - 第一部 241[注 32]/200
      - 第三部 242[注釈 3]/340

    - 商経学科 89[注釈 3]/100
- 1999年
  - 5月1日 学生数[65]/定員
    - 生活学科第一部 288[注 33]/300
      - 家政学科第三部 10[注釈 3]/-

    - 幼児教育学科 
      - 第一部 271[注 34]/200
      - 第三部 213[注釈 3]/320

  - 11月22日 以下の学科・専攻については左記をもって正式に廃止とする[66]。
    - 商経学科
- 2000年
  - 7月28日 以下の学科については左記をもって正式に廃止とする[67]。
    - 家政学科第三部
- 2001年
  - 4月1日 生活学科第一部を生活学科に改称[67]。
- 2002年
  - 4月1日 以下、入学定員減あり[68]。
    - 生活学科生活学専攻 100→70
    - 幼児教育学科第三部 100→50
- 2016年
  - 3月31日 以下の学科・専攻については左記をもって正式に廃止とする[注 35]。
- 2024年
  - 4月1日 この年度で短期大学としての学生募集を最終とする[注釈 1]。

## 基礎データ

### 所在地
- 岐阜県岐阜市中鶉1-38

### 交通アクセス
- JR東海道本線岐阜駅および名鉄名古屋本線岐阜駅の各駅より岐阜バスが運行されている。

### 象徴
- ホームページほか右記資料も参照のこと[注 36]。

## 教育および研究

### 組織

#### 学科
- 幼児教育学科
  - 第一部 入学定員100名[1]
  - 第三部 入学定員50名[1]

##### 学科の変遷
- 家政科→家政学科→生活学科
  - 第一部
    - 生活学専攻 入学定員70名[73]
    - 食物栄養専攻 入学定員50名[73]

  - 第三部 入学定員50名[注釈 9]
- 保育科→幼児教育学科
  - 第一部
  - 第二部 入学定員100名[注 37]
  - 第三部
- 初等教育学科 入学定員50名[注 38]
- 商経学科 入学定員100名[注釈 9]

#### 専攻科
- なし

#### 別科
- なし

##### 取得資格について
資格
- 栄養士：生活学科食物栄養専攻
- 保育士
  - 幼児教育学科（第一部・第三部）

教職課程
- 幼稚園教諭二種免許状:幼児教育学科（第一部・第三部）にそれぞれ設置されている[注 39]。
- 養護教諭二種免許状：生活学科生活学専攻養護教諭コースにて設置されていた[82]。
- 栄養教諭二種免許状：生活学科食物栄養専攻にて設置されていた[82]。
- 中学校教諭二種免許状
  - 家庭：生活学科食物栄養専攻にて設置されていた[82]。その他にかつて、以下の学科にも設置されていた。
    - 生活学科
      - 生活学専攻生活情報コース[83]

    - 家政学科第三部[59]

  - 保健：生活学科生活学専攻養護教諭コースにて設置されていた。
- 小学校教諭二級免許状:かつての初等教育学科にて設置されていた[注 40]。

### 研究
- 『聖徳学園女子短期大学紀要』[86]
- 『児童文化人形劇発表会人形劇脚本集』岐阜聖徳学園短期大学部幼児教育学科・児童文化受講学生一同[87]
- 聖徳学園女子短期大学幼児教育学科/編『児童文化研究発表会 人形劇脚本集 36』聖徳学園女子短期大学[88]

## 学生生活

### 部活動・クラブ活動・サークル活動
- 岐阜聖徳学園大学短期大学部のクラブ活動
  - 体育系：バスケットボール・バドミントン・バレーボール・テニス・フットサルほか
  - 文化系：福祉・茶華道・パソコン・折り紙ほか

### 学園祭
- 岐阜聖徳学園大学短期大学部の学園祭は「クレマチス祭」と呼ばれ毎年、概ね10月に行われている。

### スポーツ
- 岐阜県私立短期大学体育大会・全国短期大学体育大会へ参加している。

## 大学関係者と組織

### 大学関係者組織
- 岐阜聖徳学園大学短期大学部は、地域における122ある幼稚園・保育園とのネットワーク組織である「聖徳会」に属している。

### 大学関係者一覧

#### 大学関係者
- 川端博

## 施設

### キャンパス
- 岐阜聖徳学園大学短期大学部は、1998年における学名変更の際、キャンパスの多くを新築している。なお、現在では敷地内に以下の施設が立地している。
- 学生会館
  - 学生会館
  - 売店
- 1号館
- 2号館
- 3号館
- 4号館：図書館がある。
- 集団給食実習館
- 講堂・体育館

## 対外関係

### 他大学との協定

#### 国内大学
- 放送大学[89]

### 関係校
- 聖徳大学
- 聖徳大学短期大学部
- 四天王寺大学
- 四天王寺大学短期大学部

### 系列校
- 岐阜聖徳学園大学
- 岐阜聖徳学園高等学校

## 社会との関わり
- 地域の幼稚園や保育園における関係者らが集まって「岐阜保育研究大会」なるイベントを催している。

## 卒業後の進路について

### 編入学・進学実績
- 全学科含めて、岐阜聖徳学園大学ほか龍谷大学等への編入学者がいる。